# Vigo di Cadore
Vigo di Cadore es una localidad y comune italiana de la provincia de Belluno, región de Véneto, con 1.649 habitantes.

## Evolución demográfica
| Gráfica de evolución demográfica de Vigo di Cadore entre 1861 y 2001 |
|                                                                      |
| Fuente ISTAT - elaboración gráfica de Wikipedia                      |